# Eublemma angulata
Eublemma angulata  is een vlinder van de familie van de spinneruilen (Erebidae). De wetenschappelijke naam van deze soort is voor het eerst voorgesteld als Lycauges (?) angulata door Arthur Gardiner Butler in een publicatie uit 1882.
De soort komt voor in Papoea-Nieuw-Guinea (Nieuw-Brittannië).